# Museo diocesano d'arte sacra (Giaglione)
Il Museo diocesano d'arte sacra di Giaglione (provincia di Torino), allestito nel 1994 presso la casa parrocchiale di San Vincenzo martire, con l'obiettivo di conservare e valorizzare le opere provenienti dalle varie chiese della parrocchia.
Dal 2001 il museo è inserito nel Sistema museale diocesano della Valle di Susa, come sezione distaccata del Museo diocesano d'arte sacra di Susa

## Opere
Il museo ospita una raccolta di statuaria lignea alpina, datata dal XV al XX secolo, opera per gran parte delle scuole di intaglio dei Clappier di Bessan o di Claude Simon di Bramans. In particolare si citano Madonna con Gesù Bambino e sant'Anna (XVII secolo), scultura lignea;
San Sebastiano (1630), scultura lignea di Jean Clappier.
Accanto a queste opere, sono esposte oreficerie e paramenti sacri, tra cui un prezioso reliquiario del 1618.